# Montagne Noire
La Montagne Noire (in italiano Montagna nera, da non confondere con le Montagnes Noires della Bretagna) è una catena montuosa nel sud-ovest della Francia, situata al limite sud del Massiccio Centrale. 
Il suo punto più alto è il Pic de Nore a 1210 m. 
La montagna è all'interno del Parc naturel régional du Haut-Languedoc.